# Linea di successione della Casa di Glücksburg

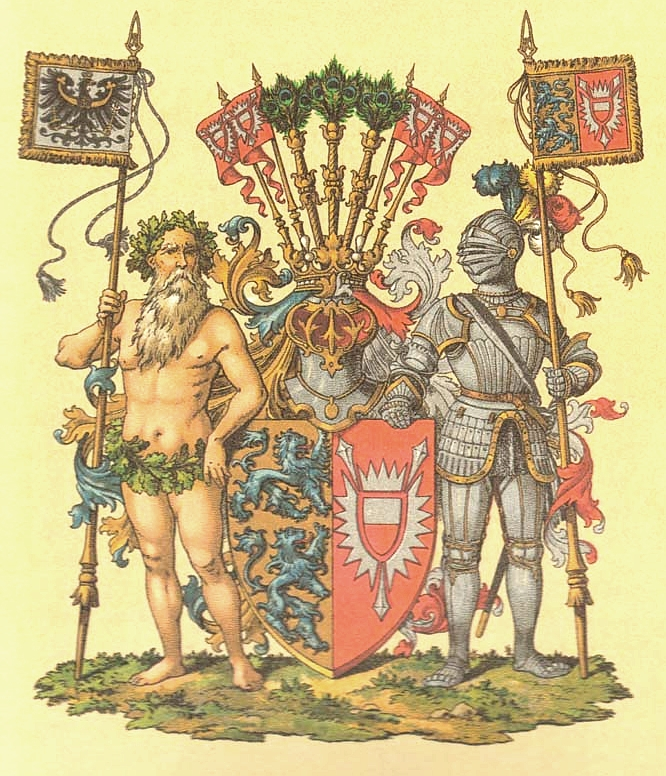
Lo stemma della Casa di Glücksburg.

La linea di successione della Casa di Glücksburg segue il criterio della legge salica.
La Casa di Schleswig-Holstein-Sonderburg-Glücksburg è la linea principale della Casa di Oldenburg. Le linee minori di questa casa comprendono le attuali case regnanti di Danimarca, Grecia, Norvegia e Regno Unito. L'attuale capo della Casa di Schleswig-Holstein-Sonderburg-Glücksburg è sua altezza il principe Federico Ferdinando, principe di Schleswig-Holstein, nato il 19 luglio 1985 a Eckernförde.

## Linea di successione
La linea di successione a Friedrich Ferdinand è attualmente:
1. Sua altezza il principe Alfred, principe ereditario di Schleswig-Holstein, nato nel 2019, figlio di Friedrich.
2. Sua altezza il principe Albert di Schleswig-Holstein-Sonderburg-Glücksburg, figlio di Friedrich.
3. Sua altezza il principe Constantin di Schleswig-Holstein-Sonderburg-Glücksburg, nato nel 1986, figlio di Christoph.
4. Sua altezza il principe Tassilo di Schleswig-Holstein-Sonderburg-Glücksburg, figlio di Constantin.
5. Sua altezza il principe Leopold di Schleswig-Holstein-Sonderburg-Glücksburg, nato nel 1991, figlio di Christoph.
6. Sua altezza il principe Alexander di Schleswig-Holstein-Sonderburg-Glücksburg, nato nel 1953, fratello di Christoph.
7. Sua altezza il principe Julian di Schleswig-Holstein-Sonderburg-Glücksburg, nato nel 1997, figlio di Alexander.
8. Sua altezza il conte Ingolf di Rosenborg, nato nel 1940.
9. Sua maestà il re Harald V di Norvegia, nato nel 1937.
10. Sua altezza reale il principe ereditario Haakon Magnus, figlio di Harald V, nato nel 1973.
11. Sua altezza il principe Sverre Magnus, figlio di Haakon Magnus, nato nel 2005.
12. Conte Ulrik di Rosenborg, nato nel 1950.
13. Conte Philip di Rosenborg, nato nel 1986.
14. Sua altezza reale il principe Paolo, principe ereditario di Grecia, principe di Danimarca, figlio maggiore di Costantino II, nato nel 1967.
15. Sua altezza reale il principe Costantino Alessio di Grecia e Danimarca, figlio maggiore del principe Paolo, nato nel 1998.
16. Sua altezza reale il principe Achille Andrea di Grecia e Danimarca, secondo figlio del principe Paolo, nato nel 2000.
17. Sua altezza reale il principe Odysseas Kimon di Grecia e Danimarca, terzo figlio del principe Paolo, nato nel 2004.
18. Sua altezza reale il principe Aristide Stavros di Grecia e Danimarca, quarto figlio del principe Paolo, nato nel 2008.
19. Sua altezza reale il principe Nicola di Grecia e Danimarca, secondo figlio di Costantino II, nato nel 1969.
20. Sua altezza reale il principe Filippo di Grecia e Danimarca, terzo figlio di Costantino II, nato nel 1986.
21. Sua Maestà il Re Carlo III del Regno Unito, nato nel 1948.
22. Sua altezza reale il principe William, principe del Galles, nato nel 1982, figlio di Re Carlo III.
23. Sua altezza reale il principe George di Galles, nato nel 2013, figlio di William.
24. Sua altezza reale il principe Louis di Galles, nato nel 2018, secondo figlio di William.
25. Sua altezza reale il principe Henry, duca di Sussex, nato nel 1984, figlio di Re Carlo III.
26. Sua altezza il principe Archie di Sussex, nato nel 2019, figlio di Henry.
27. Sua altezza reale il principe Andrea, duca di York, duca di York, nato nel 1960, figlio di Elisabetta II.
28. Sua altezza reale il principe Edoardo, duca di Edimburgo, nato nel 1964, figlio di Elisabetta II.
29. James, Visconte Severn, nato nel 2007, figlio di Edoardo.
30. Conte Axel di Rosenborg, nato nel 1950.
31. Conte Carl Johan di Rosenborg, nato nel 1979.
32. Conte Alexander Flemming di Rosenborg, nato nel 1993.
33. Conte Birger di Rosenborg, nato nel 1950.
34. Conte Carl di Rosenborg, nato nel 1952.
35. Conte Valdemar di Rosenborg, nato nel 1965.
36. Conte Nicolai di Rosenborg, nato nel 1997.